# Tatchristentum
Tatchristentum bezeichnet einen am Handeln in der realen, vorgefundenen Welt ausgerichteten Glauben an Jesus Christus.

## Begriffsgeschichte, Verwendung
Der Begriff wurde unter anderem in den ersten Werken von Friedrich Rittelmeyer, einem der  Gründer der der Anthroposophie nahestehenden „Christengemeinschaft“, verwandt.
Theologisch beinhaltet „Tatchristentum“ die Aufforderung, in der Nachfolge Jesu zu leben und sich das Handeln und die Überlieferungen des historischen Jesus als Vorbild für das alltägliche Leben zu nehmen. Tatchristentum kann in der Hilfe für andere Menschen, ohne Ansehen des religiösen Hintergrundes, oder mit der Absicht zu bekehren, gelebt werden. Häufig wird der Begriff in Abgrenzung zu einem missionarisch-gebetsorientierten Zugang zum christlichen Glauben gesehen. 
In den Kreisen der Christlichen Pfadfinder hat der Begriff eine lange Tradition. Mit ihm werden die Haltung und der Anspruch christlicher Pfadfinder verbunden, die christlich-ethische Wertehaltung in die Tat umzusetzen (nach Gustav Werner: „Was nicht zur Tat wird, hat keinen Wert.“).